# English National Ice Hockey League 2011/12
Die Saison 2011/12 war die Austragung der britischen National Ice Hockey League. Diese stellte nach der Elite Ice Hockey League und der English Premier Ice Hockey League neben der Scottish National League die 3. Liga des britischen Eishockeys dar. An ihr nahmen neben den englischen Mannschaften eine schottische und walisische Mannschaften teil.

## Modus und Teilnehmer
Die Mannschaften spielten in regionalen Zonen "North" und "South", die jeweils aus einer ersten und tieferklassigen zweiten Division bestanden.

## North Conference

### Division 1
| Platz | Mannschaft          | Spiele | S  | U | N  | Tore    | Punkte |
| ----- | ------------------- | ------ | -- | - | -- | ------- | ------ |
| 1     | Billingham Stars    | 32     | 20 | 8 | 4  | 130: 64 | 48     |
| 2     | Whitley Warriors    | 32     | 20 | 4 | 8  | 146: 66 | 44     |
| 3     | Blackburn Hawks     | 32     | 20 | 1 | 11 | 133: 87 | 41     |
| 4     | Telford Titans II   | 32     | 18 | 4 | 10 | 147:111 | 40     |
| 5     | Trafford Metros II  | 32     | 12 | 4 | 16 | 104:107 | 28     |
| 6     | Coventry Blaze II   | 32     | 11 | 4 | 17 | 101:109 | 26     |
| 7     | Sheffield Spartans  | 32     | 10 | 5 | 17 | 120:138 | 25     |
| 8     | Nottingham Lions II | 32     | 10 | 1 | 21 | 93:135  | 21     |
| 9     | Solihull Barons     | 32     | 6  | 3 | 23 | 88:189  | 15     |

Legende: S–Siege, U–Unentschieden, N–Niederlage
Play-Offs

### Division 2
| Platz | Mannschaft             | Spiele | S  | U | N  | Tore    | Punkte |
| ----- | ---------------------- | ------ | -- | - | -- | ------- | ------ |
| 1     | Solway Sharks          | 28     | 28 | 0 | 0  | 321: 43 | 56     |
| 2     | Sutton Sting           | 28     | 22 | 0 | 6  | 228: 88 | 44     |
| 3     | Flintshire Freeze      | 28     | 16 | 1 | 11 | 156:155 | 33     |
| 4     | Hull Stingrays II      | 28     | 14 | 3 | 11 | 130:115 | 31     |
| 5     | Sheffield Senators III | 28     | 10 | 2 | 16 | 116:154 | 22     |
| 6     | Fylde Coast Flyers     | 28     | 9  | 1 | 18 | 139:201 | 19     |
| 7     | Bradford Bulldogs      | 28     | 8  | 2 | 18 | 100:183 | 16 1   |
| 8     | Lancashire Raptors     | 28     | 0  | 1 | 27 | 26:277  | 1      |

Legende: S–Siege, U–Unentschieden, N–Niederlage
Die Solway Sharks stiegen in die Division 1 auf und ersetzen dort die Solihull Barons. Die zweitplatzierte Mannschaft Sutton Sting besiegte in der Relegation die Nottingham Lions als Vorletzten der Division I und erreichte dadurch den Aufstieg.

## South Conference

### Division 1
| Platz | Mannschaft            | Spiele | S  | U | N  | Tore    | Punkte |
| ----- | --------------------- | ------ | -- | - | -- | ------- | ------ |
| 1     | Romford Raiders       | 36     | 31 | 0 | 5  | 235: 93 | 62     |
| 2     | Chelmsford Chieftains | 36     | 30 | 0 | 6  | 251: 89 | 60     |
| 3     | Wightlink Raiders     | 36     | 24 | 1 | 11 | 197:119 | 49     |
| 4     | Invicta Dynamos       | 36     | 23 | 0 | 13 | 225:131 | 46     |
| 5     | Cardiff Devils II     | 36     | 21 | 4 | 11 | 176:131 | 44 3   |
| 6     | Bristol Pitbulls      | 36     | 13 | 4 | 19 | 150:181 | 30     |
| 7     | Bracknell Hornets     | 36     | 10 | 1 | 25 | 109:228 | 21     |
| 8     | Milton Keynes Thunder | 36     | 7  | 4 | 25 | 105:216 | 18     |
| 9     | Streatham Redskins    | 36     | 5  | 4 | 27 | 111:234 | 14     |
| 10    | Slough Jets           | 36     | 4  | 6 | 26 | 88:231  | 14     |
| 11    | Oxford City Stars 2   | –      | –  | – | –  | –:–     | –      |

Legende: S–Siege, U–Unentschieden, N–Niederlage
Play-Offs

### Division 2
| Platz | Mannschaft             | Spiele | S  | U | N  | Tore    | Punkte |
| ----- | ---------------------- | ------ | -- | - | -- | ------- | ------ |
| 1     | Solent Devils          | 24     | 22 | 2 | 0  | 205: 70 | 46     |
| 2     | Peterborough Islanders | 24     | 15 | 2 | 7  | 116: 74 | 32     |
| 3     | Basingstoke Buffalo    | 24     | 14 | 3 | 7  | 122: 92 | 31     |
| 4     | Chelmsford Warriors    | 24     | 14 | 2 | 8  | 111:100 | 30     |
| 5     | Swindon Wildcats II    | 24     | 12 | 3 | 9  | 112:108 | 27     |
| 6     | Romford Raiders        | 24     | 11 | 4 | 9  | 107: 82 | 26     |
| 7     | Lee Valley Lions       | 24     | 9  | 3 | 12 | 113:127 | 21     |
| 8     | Cardiff Devils II      | 24     | 8  | 4 | 12 | 92:112  | 20     |
| 9     | Oxford City Stars II   | 24     | 6  | 8 | 10 | 75:120  | 20     |
| 10    | Bristol Pitbulls       | 24     | 9  | 2 | 13 | 114:132 | 20     |
| 12    | Ile de Wight Tigers    | 22     | 9  | 0 | 15 | 118:131 | 18     |
| 13    | Invicta Mustangs       | 22     | 5  | 3 | 16 | 61:115  | 13     |
| 14    | Slough Jets II         | 22     | 4  | 0 | 20 | 59:142  | 6 4    |

Legende: S–Siege, U–Unentschieden, N–Niederlage